# BE Весов
BE Весов (лат. BE Librae) — одиночная переменная звезда в созвездии Весов на расстоянии (вычисленном из значения параллакса) приблизительно 15703 световых лет (около 4815 парсеков) от Солнца. Видимая звёздная величина звезды — от +16m до +14,6m.

## Характеристики
BE Весов — пульсирующая переменная звезда типа RR Лиры (RRAB).